# Aapo Ilves

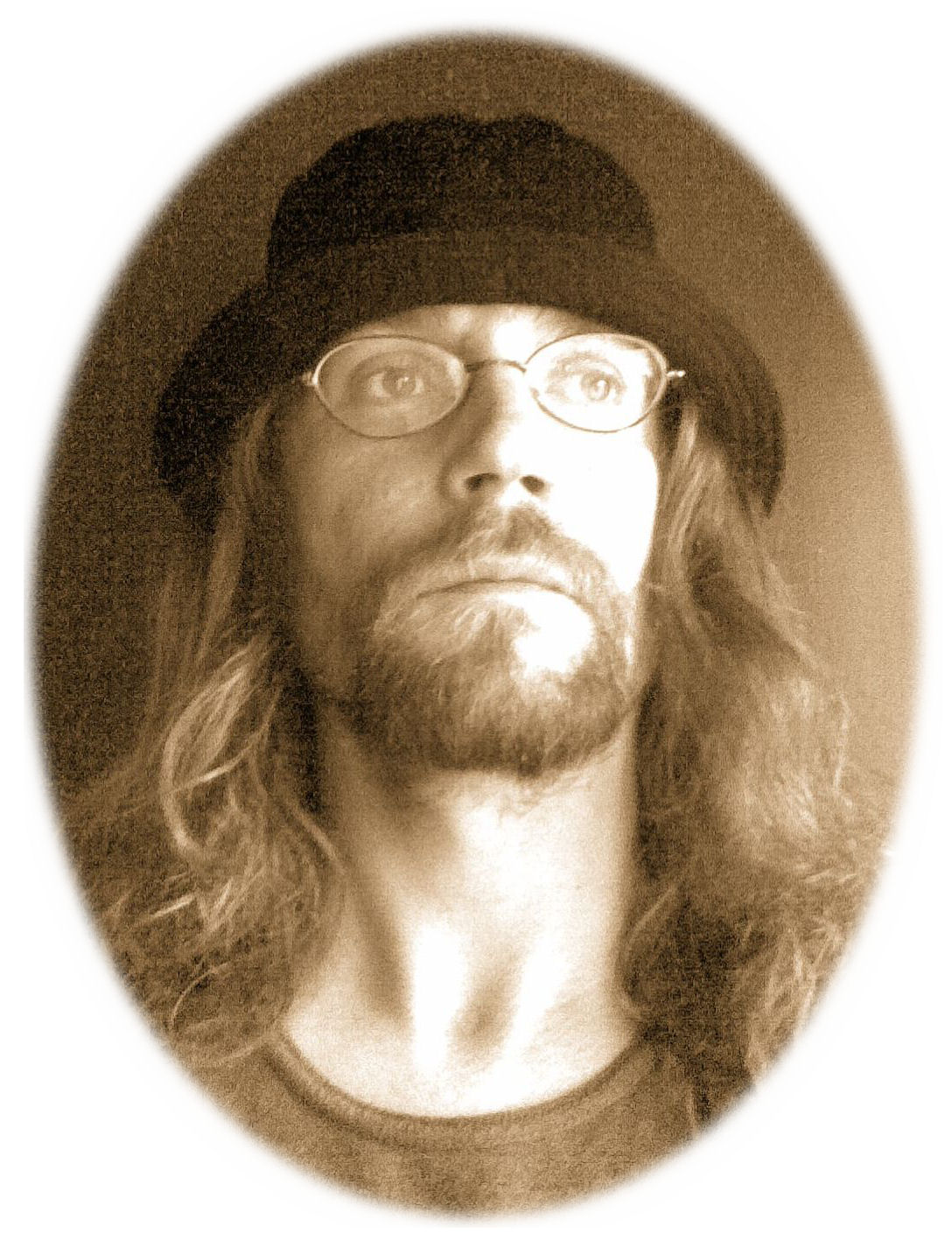
Aapo Ilves 2007. Foto: Aapo Ilves

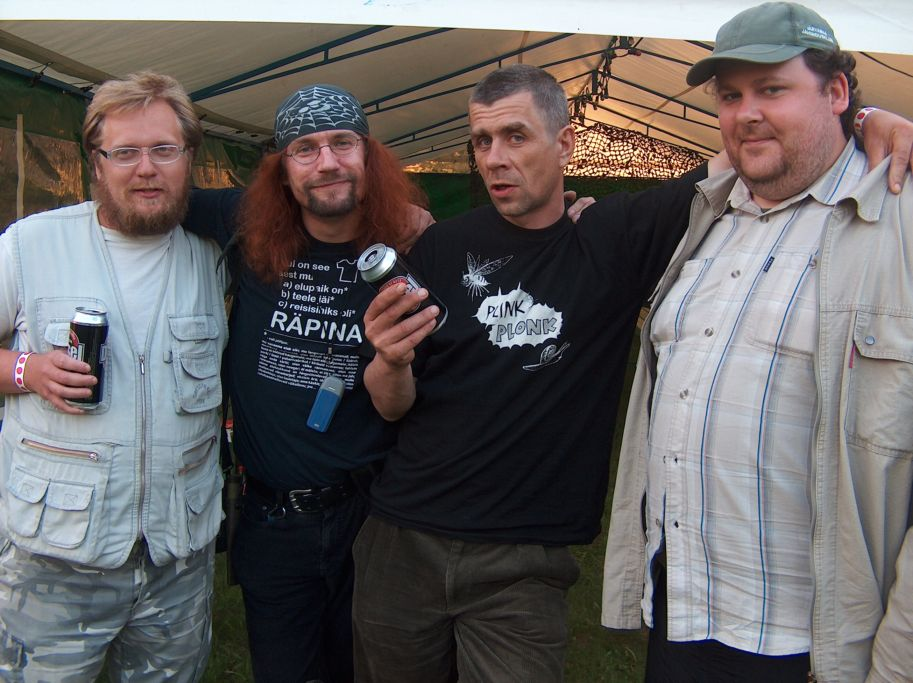
Die Literaten Contra, Aapo Ilves, Olavi Ruitlane und Jaan Pehk (v.l.) trinken Bier (Koeru, 2007)

Aapo Ilves (* 20. Oktober 1970 in Räpina) ist ein estnischer Schriftsteller, Lyriker, Essayist, Journalist, Schauspieler, Musiker und Künstler.

## Leben und Werk
Aapo Ilves schreibt und singt auf Estnisch, Setukesisch und Võro. Er verbindet somit die Postmoderne mit den mundartlichen Traditionen seiner südestnischen Heimat.
Aapo Ilves ist Mitglied im Estnischen Schriftstellerverband an. Von 1996 bis 2009 gehörte er der literarischen Gruppierung „Tartuer Vereinigung junger Autoren“ (Tartu Noorte Autorite Koondis, NAK) an.
2005 wurde ihm der Tartuer Preis „Träger der Volkskultur“ verliehen.

## Werke (Auswahl)

### Lyriksammlungen
- No Vot! (1996)
- Üks pedajas (1998)
- Tulen öösel sulle koju (2009)

### Prosaanthologien
- Ema on kajaka juures (2001)
- Tapu asemel sõime (2003)

### Dramen
- Ööpik Võhandu kaldalt (Räpina-Trilogie I, 2002)
- Wõõbsu palas! (Räpina-Trilogie II, 2003)
- Sillapää Ossi kronika (Räpina-Trilogie III, 2004)
- Meie elame Võrus! (2004)
- Sanna takah tiigi man (2005)
- Pristan (2008)
- Üheksa nulliga Eesti (2008)

Daneben schrieb Aapo Ilves zahlreiche Liedtexte und illustrierte Bücher. Er hat auch CDs mit seinen Liedern und Lyriktexten herausgebracht.